# Kreosotbuske
Kreosotbuske (Larrea tridentata) är en pockenholtsväxtart. Den beskrevs först av Sessé, José Mariano Mociño och Dc., och fick sitt nu gällande namn av Frederick Vernon Coville. Larrea tridentata ingår i släktet Larrea och familjen pockenholtsväxter.
Växten har sitt namn på grund av doften som påminner om trätjära (se kreosot). Växten förekommer bland annat i ökenområden i norra Mexiko. Dess små, kådöverdragna blad minskar avdunstningen.

## Underarter
Arten delas in i följande underarter:
- L. t. glutinosa
- L. t. tridentata
- L. t. arenaria